# Nicolae Timofti
Nicolae Timofti (født 22. december 1948) er en moldovisk jurist og politiker, der var Moldovas præsident fra 16. marts 2012 til 23. december 2016.

## Biografi
Timoftifamilien blev i 1949 deporteret til Amur oblast i Sovjetunionen, hvor hans bedstefar døde i 1953. Nicolae Timofti studerede jura ved universitetet i Chișinău. Han arbejdede i justitsministeriet fra 1972, som lokal dommer fra 1976 og blev udnævnt til dommer i Moldovas højesteret i 1980. Timofti er gift og har tre sønner.
Timofti vandt præsidentvalget i nationalforsamlingen 16. marts 2012 og er landets første uafhængige statsoverhoved. Han regnes som pro-europæisk indstillet, og valget af ham blev regnet som et muligt vendepunkt i vestlig retning for den tidligere sovjetrepublik. Timoftis præsidentkandidatur var støttet af den regerende Alianţa pentru Integrare Europeană (Alliance for europæisk integration). Hans kandidatur var i to og et halvt år blokeret af den kommunistiske opposition i parlamentet. Timofti fik ved valget 62 stemmer, som er mere end det grundlovsbestemte flertal på tre femtedele. Valgperioden for præsidenten er fire år. Valget skulle godkendes af Højesteret, og Timofti kunne indsættes efter 45 dage.